# ویرهام (ماساچوست)
ویرهام، ماساچوست
ویرهام(به انگلیسی: Wareham) شهرکی در شهرستان پلیموت ایالت ماساچوست می‌باشد که در سال ۱۷۳۹ بنیان‌گذاری شده‌است. این شهرک در سرشماری سال ۲۰۱۰ میلادی، ۲۱٬۸۲۲ نفر جمعیت داشته‌است.